# 施瓦本地区哈尔堡
施瓦本地区哈尔堡（德語：Harburg (Schwaben)），通称哈尔堡（德語：Harburg，發音：[ˈhaːɐ̯bʊʁk] ⓘ），是德国巴伐利亚州施瓦本行政区多瑙-里斯县的城市，面积73.16平方千米，2023年12月31日人口为5,652人。